# Brunsispirella
Brunsispirella es un género de foraminífero bentónico de la subfamilia Neodiscinae, de la familia Neodiscidae, de la superfamilia Cornuspiroidea, del suborden Miliolina y del orden Miliolida. Su especie tipo es Glomospirella? linae. Su rango cronoestratigráfico abarca desde el Midiense (Pérmico medio) hasta el Changhsingiense (Pérmico superior).

## Clasificación
Brunsispirella incluye a las siguientes especies:
- Brunsispirella guvenci †
- Brunsispirella linae †